# KRO-NCRV
KRO-NCRV è un'organizzazione pubblica radiotelevisiva olandese facente parte della Nederlandse Publieke Omroep. È nata il 1º gennaio 2014 dalla fusione delle organizzazioni Katholieke Radio Omroep (KRO), Nederlandse Christelijke Radio Vereniging (NCRV) e RKK.
L'organizzazione ha 798.930 membri.

## Storia
La Katholieke Radio Omroep (KRO) (Trasmissione Radio Cattolica) è un'organizzazione cattolica sorta nel 1925. Si occupa della trasmissione di programmi religiosi come la messa domenicale e l'angelus del Papa, ma produce anche documentari, reality e programmi di intrattenimento di grande successo.
La Nederlandse Christelijke Radio Vereniging (NCRV) (Associazione Radio Cristiana Olandese) è invece un'organizzazione protestante sorta nel 1924. Produce programmi di intrattenimento e programmi per giovani e per bambini.
La Rooms-Katholiek Kerkgenootschap (RKK) (Associazione Chiesa Cattolica Romana) era un'organizzazione di categoria 2.42, cioè rispetto alle altre due organizzazioni, aveva un numero inferiore di membri, e quindi uno spazio nei palinsesti inferiore. Si occupava, insieme alla KRO, della trasmissione di eventi della Chiesa cattolica, come la benedizione Urbi et Orbi e le messe di Natale e Pasqua.